# Beato Morgan

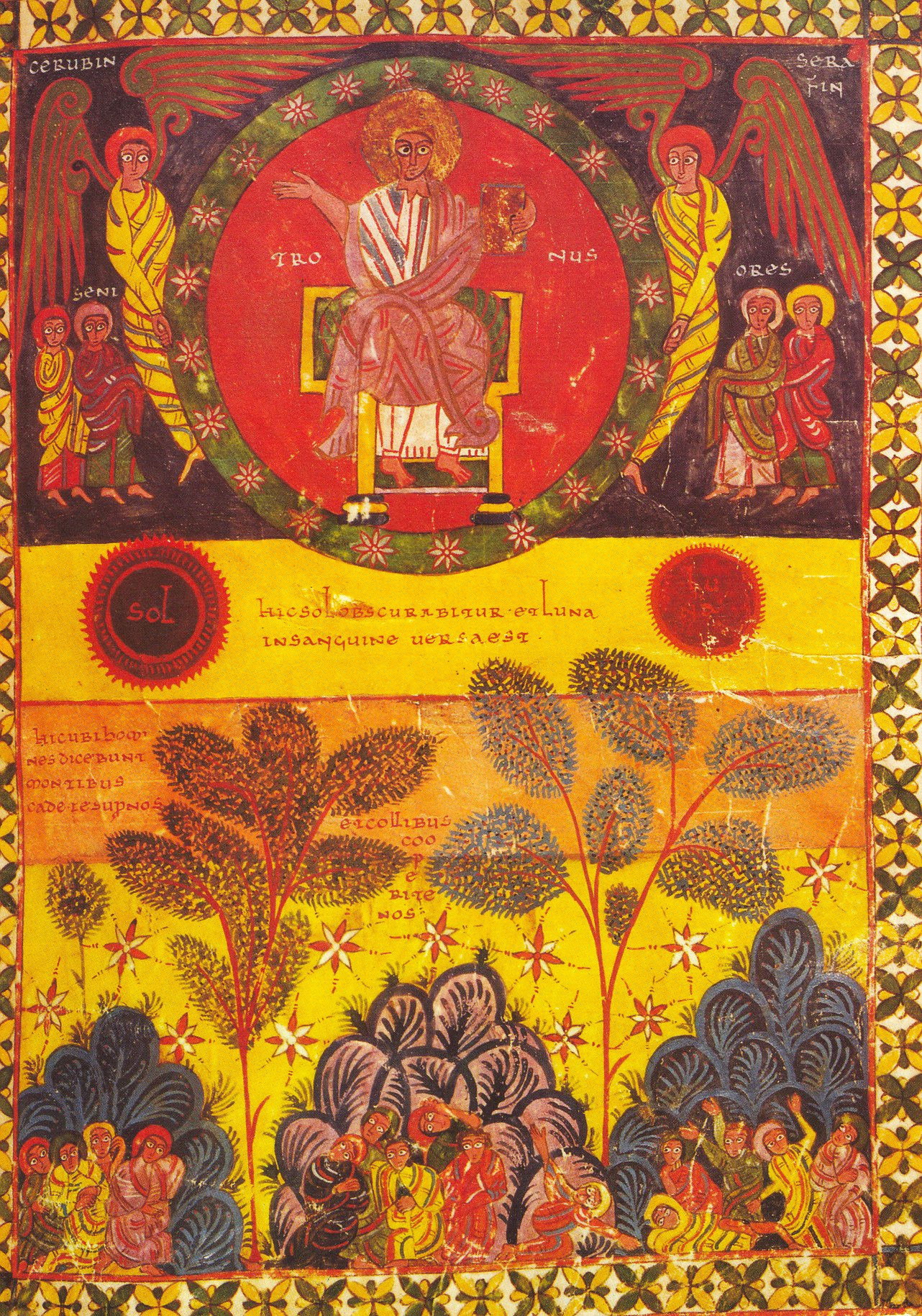
Folio 112, con la ilustración de La apertura del Sexto Sello (Apocalipsis, 6:12: Y cuando el Cordero abrió el sexto sello, vi que se produjo un violento terremoto. El sol se puso negro como ropa de luto y la luna quedó como ensangrentada).

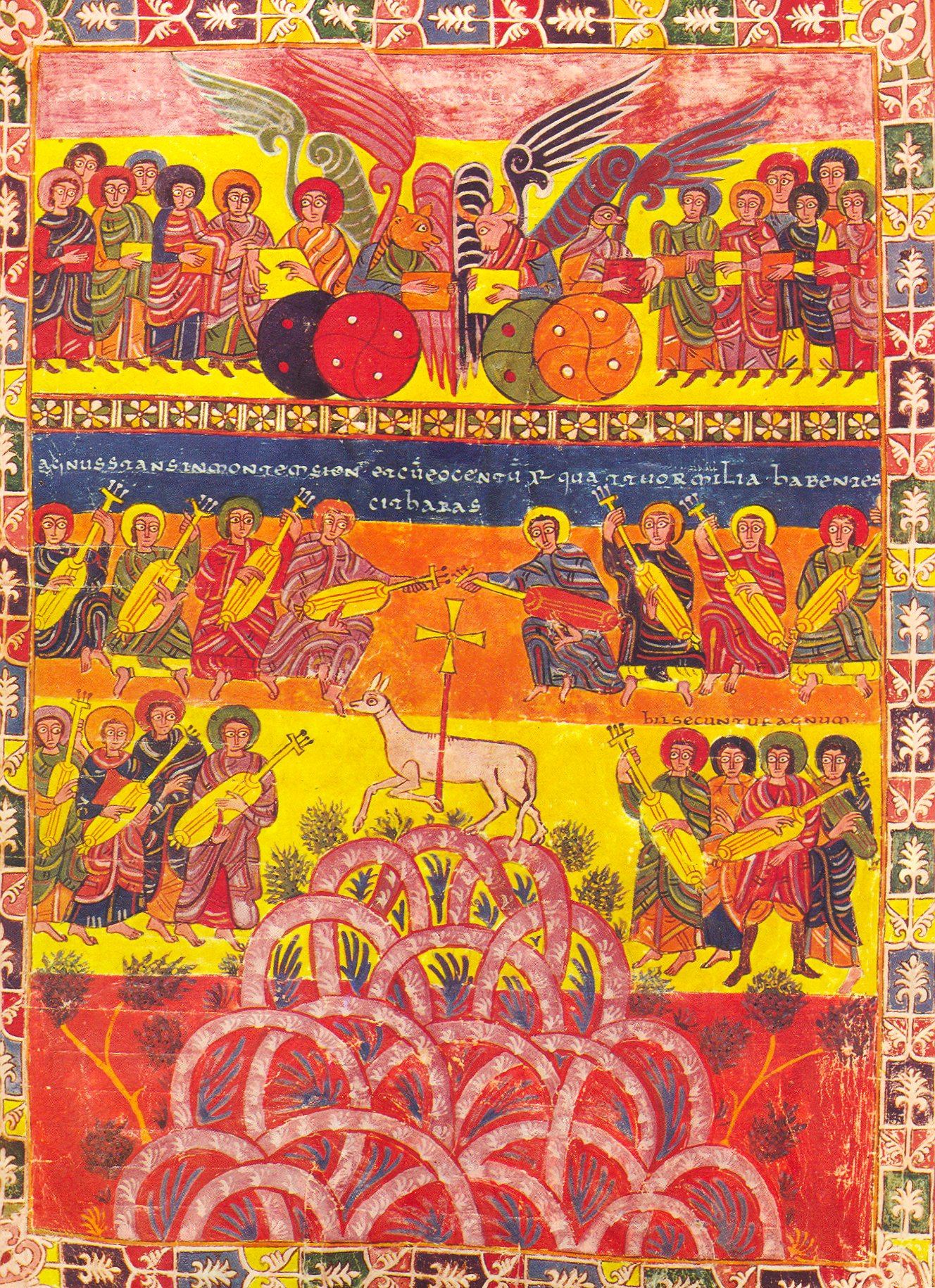
Folio 174, con la ilustración de El Cordero sobre el Monte Sión (Apocalipsis, 14: 1-3: Después miré, y he aquí el Cordero estaba en pie sobre el monte de Sion, y con él ciento cuarenta y cuatro mil, que tenían el nombre de él y el de su Padre escrito en la frente. Y oí una voz del cielo como estruendo de muchas aguas, y como sonido de un gran trueno; y la voz que oí era como de arpistas que tocaban sus arpas. Y cantaban un cántico nuevo delante del trono, y delante de los cuatro seres vivientes, y de los ancianos; y nadie podía aprender el cántico sino aquellos ciento cuarenta y cuatro mil que fueron redimidos de entre los de la tierra).

Beato Morgan, Pierpoint, también conocido como Beato Magius y Beato de San Miguel de Escalada, es uno de los manuscritos iluminados denominados «Beatos» (copias medievales de los Comentarios al Apocalipsis del monje español del siglo VIII Beato de Liébana, que describe el Fin de los tiempos y el Juicio final). Se conserva en la Pierpont Morgan Library de Nueva York, catalogado como MS 644. 

## Descripción
Su autor se identifica en un memento (fol. 233v), «MAIUS MEMENTO», y un colofón (fol. 293r) que adquiere forma de acróstico con el nombre de «MAIUS», en el que afirma que ha sido el iluminador del manuscrito: «[...] he representado en pintura formas prodigiosas[...]». Generalmente, se admite que Maius, el artífice del Beato Morgan, es el presbítero Magius, maestro pintor (arcipictore), del Beato de Tábara, datado en el 968, tal y como reza en su colofón (fol. 340).
El colofón proporciona el nombre del monasterio que lo encargó (monasterio de San Miguel de Escalada) y una fecha críptica, que no es útil como datación, se considera elaborado en el siglo X (entre 922 y 958), uno de los ejemplos más antiguos de la tradición apocalíptica española revivida.  Aunque fuera realizado para el monasterio de San Miguel de Escalada, y allí se conservara hasta el siglo XIV, posiblemente su confección se hizo en el scriptorium del monasterio de San Salvador de Tábara, al que pertenecía Magius. Según el estilo, fue creado por mozárabes (cristianos en tierra española musulmana). El Apocalipsis y el comentario de esta escritura por Beato de Liébana se convirtió en uno de los más importantes textos religiosos de la Edad Media, y fue a menudo ilustrado por completo.
Entre las escenas pictóricas más notables que contiene están el Juicio Final y el sellado de los elegidos (Apocalipsis 7:1-8). Los retratos de los Evangelistas ocupan los folios 1-9, el Comentario propiamente dicho los folios 10-233), el texto De ad finitatibus et gradibus, de las Etimologías de Isidoro de Sevilla, los folios 234r-237r), el Comentario de Daniel de Jerónimo de Estridón los folios 239-293, y un tercer comentario sobre el Apocalipsis los folios 294-299 (aparentemente, una adición posterior, sinopsis de varias fuentes).
Sus dimensiones son 387mm x 285mm. En los primeros folios ha desaparecido el oro original y se han redibujado las letras originales por Magio, el responsable del manuscrito, y sus asistentes.
Las 300 hojas del manuscrito son de pergamino de gran calidad, fino y de color uniforme. Los márgenes son anchos. La escritura y miniaturas están generalmente bien conservadas. Algunos folios se dañaron por la humedad o el fuego. Los vibrantes colores están muy bien conservados. 
Se han perdido algunas hojas. Al combinar bifolios para hacer manos de papel, los que elaboraban libros en la Edad Media necesitaban un sistema por el que podían mantener varias manos en su orden correcto. Reclamos con el tiempo se convirtieron en la herramienta estándar para este propósito. No obstante, en el Beato Morgan no se utilizó esta técnica. En vez de ello, en este manuscrito se usaron signaturas consistentes en numerales romanos seguidos por la letra «Q». Hay dos folios con miniaturas que están numerados de esta forma. Las manos de papel intactas estaban formadas por ocho hojas (cuatro bifolios). La mayor parte de las signaturas están en la esquina del margen inferior del «verso» final. El hecho de que estas signaturas sean numerales romanos y no arábigos, van en contra de que quienes confeccionaron el libro fueran locales o vocaciones  mozárabes del scriptorium del monasterio. Al mismo tiempo se ve como una prueba de la datación del manuscrito en la primera mitad del siglo X. Los folios iniciales (ff. 1-9) parecen ser una adición posterior, no solo porque carecen de esas signaturas, sino porque están compuestos de dos conjuntos de tres bifolios.

## Historia del libro
Este beato es una copia del manuscrito Comentario al Libro del Apocalipsis del Beato de Liébana, encargado por el abad Victor del monasterio de San Miguel de Escalada (cenobii summi Dei nuntii Micaelis arcangeli). La mayoría de los estudiosos lo datan en el 922, mientras que Camón Aznar propone el 958 y John Williams el 945. Permaneció en San Miguel de Escalada hasta el siglo XIV, cuando pasó a manos del Arzobispo de Valencia, Martín Pérez de Ayala, que a su muerte legó el manuscrito a la Orden de Santiago en su residencia maestral de Uclés, donde permaneció hasta la desamortización de 1837. En 1840 un comerciante llamado Roberto Frasineli lo entrega a cambio de un viejo reloj de plata, pasando a manos de Francisque Michel, que en 1847 lo vendió al coleccionista de manuscritos Guglielmo Libri Carucci dalla Sommaja, que lo vendió antes de 1852 al conde de Ashburnham. En 1897 lo adquirió el coleccionista Henry Yates Thompson, de Londres, y en una subasta celebrada el 3 de junio de 1919 es adquirido dentro del lote 21 por el intermediario Quartich, para la biblioteca Pierpont Morgan de Nueva York.